# Modraszek baton
Modraszek baton (Pseudophilotes baton) – motyl dzienny z rodziny modraszkowatych.

## Wygląd
Rozpiętość skrzydeł od 22 do 26 mm. Ubarwienie skrzydeł nieodróżnialne od modraszka wikarmy. Identyfikacja obu gatunków możliwa na podstawie badań budowy narządów rozrodczych.

## Siedlisko
Murawy kserotermiczne, pastwiska, stare piaskownie, poligony.

## Biologia i rozwój
Wykształca dwa pokolenia w roku (maj-czerwiec i sierpień-wrzesień). Na mniej korzystnych stanowiskach wykształca tylko jedną generację. Rośliny żywicielskie: macierzanka zwyczajna i piaskowa. Jaja składane są w kwiatostanach roślin żywicielskich. Larwy żerują na nasionach i kwiatach, fakultatywnie są myrmekofilne; zimuje poczwarka.

## Rozmieszczenie geograficzne
Gatunek atlantycko-śródziemnomorski, w całej Europie zanika. W Polsce na Dolnym Śląsku wymarł w I poł. XX wieku. 